# 13 de juny
El 13 de juny és el cent seixanta-quatrè dia de l'any del calendari gregorià i el cent seixanta-cinquè en els anys de traspàs. Queden 201 dies per a finalitzar l'any.

## Esdeveniments
Països Catalans
- 1262 - Montpeller: l'infant Pere el Gran, fill i hereu de Jaume el Conqueridor es casa amb Constança de Sicília.
- 1373 - Barcelona: Martí l'Humà es casa a la Catedral de Barcelona amb Maria de Luna, membre d'un important llinatge aragonès.
- 1688 - Manresa (el Bages): s'hi esdevé l'avalot de les faves, una revolta pagesa antisenyorial.[1]
- 1713 - Conferència de Cervera[2] a efectes de preparar un armistici, però la condició que les llibertats catalanes fossin mantingudes feu fracassar la conferència.
- 1998 - Sant Joan de Vilatorrada, Bages: s'inaugura la Fàbrica de Cal Gallifa, que acull un teatre, la biblioteca i diverses entitats del poble.[3]
- 2010 - Barcelona: Sandro Rosell i Feliu guanya les eleccions a la presidència del Futbol Club Barcelona.

Resta del món
- 1525 - Wittenberg, Alemanya: Martí Luter es casa amb Katharina von Bora, a qui havia ajudat a fugir d'un convent on era monja.
- 1855 - Òpera Garnier, París: Giuseppe Verdi estrena I vespri siciliani.
- 1858 - Tractat de Tiajin o Tientsin, entre el govern de la dinastia Qing (Xina) i l'Imperi Rus. També s'ha inclòs com un dels Tractats desiguals entre estats d'Àsia i les potencies occidentals.[4]
- 2004 - la Unió Europea: s'hi celebren eleccions al Parlament Europeu.[4]
- 2004 - Bagdad (l'Iraq): insurgents iraquians hi assassinen Kamal al-Jarrah, un alt càrrec del govern iraquià, i un cotxe bomba hi fa 12 morts.

## Naixements
Països Catalans
- 1839, Barcelona: Modest Urgell i Inglada, també conegut pel pseudònim de Katúfol, fou un pintor i autor teatral català.
- 1873, Lleida: Antònia Ferreras Bertran, pintora i il·lustradora catalana, coneguda per les seves pintures de flors (m. 1953).[5]
- 1882, València: Salvador Carreres Zacarés, historiador valencià (m. 1973).
- 1884, València: Antoni Pérez i Moya, músic.
- 1898, Manresa: Josep Mestres i Cabanes, pintor i escenògraf català (m. 1990).
- 1925, Barcelona: Josep Maria Ainaud de Lasarte, historiador, promotor cultural, advocat, periodista i polític català (m. 2012).
- 1946, Barcelona: Montserrat Roig i Fransitorra, escriptora catalana.[6]
- 1958, Sevilla: Margarita Quetglas Quesada, infermera i política mallorquina, senadora.[7]
- 1963, Salt (Gironès): Adrià Puntí, músic i artista multidisciplinari català.
- 1980, Sant Feliu de Llobregat (Baix Llobregat): Juan Carlos Navarro Feijoo, jugador de bàsquet del Futbol Club Barcelona.

Resta del món
- 839, Neudingen: Carles el Gras, rei carolingi de Frància Oriental des de 876, emperador d'Occident des del 881 i rei de la Frància Occidental des de 884 (m. 888).
- 1570, Stuttgart: Paul Peuerl organista i compositor alemany del Barroc.
- 1649, Neuville, França: Adrien Baillet, erudit francès, autor d'un catàleg de las seva biblioteca (m. 1706).
- 1752, King's Lynn, Norfolk, Anglaterraː Fanny Burney, novel·lista i dramaturga anglesa (m. 1840).[8]
- 1817, Almeria: Antonio de Torres Jurado, lutier considerat el pare de la guitarra clàssica moderna (m. 1892).
- 1831, Edimburg: James Clerk Maxwell, matemàtic i físic teòric escocès, que va formular les equacions que porten el seu nom (m. 1879).[9]
- 1846, Nancyː Rigolboche, ballarina francesa a qui s'atribueix la popularització del cancan (m. 1920).[10]
- 1865, Dublín, Irlanda: William Butler Yeats, poeta i dramaturg irlandès, Premi Nobel de Literatura l'any 1923 (m. 1939).[11]
- 1870, Soignies, Bèlgica: Jules Bordet, immunòleg belga, Premi Nobel de Medicina o Fisiologia de l'any 1919 (m. 1961).[12]
- 1879, Allegheny, Pennsilvània: Lois Weber, actriu de cinema mut, guionista, productora i directora cinematogràfica nord-americana (m. 1939).[13]
- 1888, Lisboa, Portugal: Fernando Pessoa, poeta i escriptor portuguès, considerat un dels més grans poetes de la llengua portuguesa (m. 1935).
- 1892, Johannesburg, Sud-àfrica: Basil Rathbone, actor de cinema anglès conegut sobretot per la seva interpretació de Sherlock Holmes (m. 1967).
- 1893, Oxford: Dorothy L. Sayers, escriptora, poeta i humanista anglesa (m. 1957).[14]
- 1899, Ciutat de Mèxic, Mèxic: Carlos Chávez, compositor mexicà (m. 1978).[15]
- 1900, Ciutat del Cap, Sud-àfrica: Ian Hunter, actor britànic.
- 1905, Qingpu, Jiangsu (Xina): Chen Yun, nascut amb el nom de Liao Chenyun,polític xinès (m. 1995).[16]
- 1908, Lisboa: Maria Helena Vieira da Silva, pintora portuguesa que va desenvolupar la seva carrera a França (m. 1992).[17]
- 1910, Ferrol, Galícia: Gonzalo Torrente Ballester, escriptor i periodista espanyol (m. 1999).
- 1911, San Francisco (EUA): Luis Walter Álvarez, físic nord-americà, Premi Nobel de Física de l'any 1968 (m. 1988).[18]
- 1914, Roma: Anna Maria Ortese, escriptora i periodista italiana (m. 1998).[19]
- 1917, Asunción (Paraguai): Augusto Roa Bastos, escriptor en castellà paraguaià (m. 2005).
- 1918, Shidler, Oklahoma, Estats Units d'Amèrica: Ben Johnson, actor estatunidenc.
- 1919, Santiago de Cuba: Carme Rovira Bertran, bibliotecària cubana, rellevant en la indexació de matèries.
- 1928, Bluefield (Virgínia de l'Oest), Estats Units d'Amèrica: John Forbes Nash, matemàtic nord-americà, Premi Nobel d'Economia l'any 1994 (m. 2015).[20]
- 1929, Northampton, Anglaterra, Regne Unit: Alan Civil, intèrpret de trompa anglès.
- 1935, 
  - Noreikiškės, Lituània: Ugné Karvelis, editora, escriptora, crítica literària, traductora i diplomàtica lituana a la UNESCO (m. 2002).[21]
  - Gàbrovo, (Bulgària) i Casablanca (Marroc): Christo i Jeanne-Claude, matrimoni d'artistes que realitza instal·lacions artístiques ambientals (art natura) (m. 2020).[22]
- 1943, Leeds, Anglaterra, Regne Unit: Malcolm McDowell, actor anglès, protagonista de La taronja mecànica.
- 1944, Eumseong, Corea del Sud: Ban Ki-moon, vuitè Secretari General de les Nacions Unides.[23]
- 1946, 
  - Sevilla: Cristina Hoyos, balladora flamenca, coreògrafa i actriu espanyola.[24]
  - Raton, Nou Mèxic (EUA): Paul L. Modrich, bioquímic estatunidenc, Premi Nobel de Química de l'any 2015.[25]
- 1949, Bucarest: Victor Stoichita, historiador i crític d'art.
- 1959, Concord, Massachusetts, Estats Units: Carol Twombly, tipògrafa estatunidenca.[26]
- 1963, Ciutat de Mèxic: Olvido Gara –Alaska–, cantant i compositora hispanomexicana, representativa de la movida madrileña.[27]
- 1965, Madrid, Espanya: Cristina de Borbó i Grècia, aristòcrata espanyola, Infanta d'Espanya.
- 1966, Leningrad, Unió Soviètica: Grigori Perelman, matemàtic rus.
- 1966, Fraça, Laurence des Cars, primera directora de la història del Museu del Louvre.
- 1968, Anglaterra: David Gray, músic britànic.
- 1969 - Nancy: Virginie Despentes, escriptora, novel·lista, directora de cine i feminista francesa, ocasionalment traductora i lletrista.[28]
- 1970
  - Nova York, Estats Units: Rivers Cuomo, músic, compositor, cantant i guitarrista, conegut per ser el líder del grup de música rock Weezer.
  - Buenos Aires, Argentina: Julián Gil, actor argentí.
- 1982, Bekoji (Etiòpia): Kenenisa Bekele, atleta etíop especialitzat en curses de llarga distància.[29]
- 1986, Sherman Oaks, Califòrnia (EUA): Mary-Kate i Ashley Olsen, actrius i empresàries estatunidenques.
- 1995, Saragossa, María Pilar León Cebrián, jugadora de futbol de la primera divisió espanyola; juga com a defensa.[30]

## Necrològiques
Països Catalans
- 1915 - Barcelona: Cels Gomis i Mestre, folklorista i enginyer català (n. 1841).[31]
- 1931 - Aranjuez (Espanya): Santiago Rusiñol i Prats, artista, periodista català.
- 2005 - Barcelona (Barcelonès): Jesús Moncada i Estruga, escriptor català.
- 2011 - Barcelona: Valerie Powles, mestra i activista veïnal anglesa instal·lada al Poble-sec de Barcelona (n. 1950).[32]
- 2012 - Catalunya: Oriol Ivern i Ibàñez,  productor audiovisual català, fundador de Cromosoma, SA, productora de Les Tres Bessones.
- 2017 - Barcelona: Emma Maleras, ballarina i coreògrafa de dansa espanyola, concertista i professora de castanyoles (n. 1919).[33]

Resta del món
- 1231 - Pàdua, Itàlia: Sant Antoni de Pàdua, frare franciscà, teòleg i predicador catòlic¡, venerat com a sant per l'Església Catòlica (n. 1195).[34]
- 1530 - Correggio: Veronica Gambara, escriptora i humanista, protectora de poetes i governant del comtat de Corregio (n. 1485).[35]
- 1624 - Pumá (Guayaquil, Equador): Alfonso Gómez de Encinas, sacerdot mercedari i missioner màrtir, venerat com a beat a l'Orde de la Mercè.
- 1762 - Quedlinburg: Dorothea Christiane Erxleben, metgessa alemanya, la primera dona a obtenir un doctorat en medicina a Alemanya (n. 1715).[36]
- 1770 - Salò, Brescia: Diamante Medaglia Faini, poeta i acadèmica italiana.[37]
- 1782 - Glarus, Suïssa: Anna Göldi, minyona suïssa, executada per bruixeria, i exonerada al segle XXI (n. 1734).[38]
- 1886 - Llac Starnberg, Baviera: Lluís II de Baviera, rei de Baviera (n. 1845).[39]
- 1901 - Oviedo, Astúries: Leopoldo Alas, Clarín, periodista i escriptor espanyol (n. 1852).[40]
- 1912 - Alice Mangold Diehl, escriptora i pianista anglesa (n. 1844).[41]
- 1938 - Sèvres (França): Charles Édouard Guillaume, físic suís, Premi Nobel de Física de 1920 (n. 1861).[42]
- 1952 - Nova York: Emma Eames, soprano estatunidenca (n. 1865).[43]
- 1972 - Honolulu, Hawaii (EUA): Georg von Békésy, biofísic hongarès, Premi Nobel de Medicina o Fisiologia de l'any 1961 (n. 1899).[44]
- 1986 - Nova York, Estats Units: Benny Goodman, clarinetista i director de jazz estatunidenc (n. 1909).[45]
- 1987 - Nova York, Estats Units: Geraldine Page , actriu estatunidenca (n. 1924).[46]
- 2012 - Chesterfield, Missouri, EUA: William Standish Knowles, Premi Nobel de Química de l'any 2001 (n. 1917).[47]

## Festes i commemoracions
- Festa Local a Bellver de Cerdanya, Baltarga, Bor, Coboriu de la Llosa, Cortàs i Talltendre, a la comarca de la Cerdanya, a Erill la Vall, Nas i Ordèn, Pi, Riu, a la Vall d'Aran, Pont de Vilomara, Santpedor al Bages, i a Tiana a la comarca del Maresme.

### Santoral

#### Església Catòlica
- Sants al Martirologi romà (2011):[48] Antoni de Pàdua, franciscà; Felícula de Roma, màrtir (s. IV); Trifili de Leucòsia, bisbe (370); Ceteu d'Amiterno, bisbe (600); Eulogi d'Alexandria, bisbe (607); Salmodi d'Aimostier, eremita (s. VII); Ragnobert de Baugé, màrtir (680); Aventí de Larbost, eremita (s. VIII); Fàndila de Còrdova, màrtir (853); Agustí Phan Viet Huy i Nicolau Bui Viet, màrtirs (1839).
  - Beats Aquil·leu d'Alexandria, bisbe (311); Gerard de Claravall, monjo (1138); Marianna Biernacka, màrtir (1943).
- Sants: Victorí d'Assís, bisbe llegendari (240); Aquilina de Biblos, verge màrtir (293); Evidi i Patró de Besalú, sants venerats a Besalú; Fortunat, Llucià i companys màrtirs d'Àfrica; Màxim de Cravagliana, màrtir; Agrici de Sens, bisbe.
- Beat Thomas Woodhouse, màrtir.

#### Església Copta
- 6 Paoni: Sant Teodor d'Alexandria, màrtir.

#### Església Ortodoxa (segons el calendari julià)
- Se celebren els corresponents al 26 de juny del calendari gregorià.

#### Església Ortodoxa (segons el calendari gregorià)
Corresponen al 31 de maig del calendari julià litúrgic:
- Sants Hermes de Filipòpolis, deixeble; Hèrmies de Comana, màrtir; Marus el Màgic, màrtir; Filòsof d'Alexandria, màrtir; Hieroteu i Serafí de Nikolsk, neomàrtirs (1928); Filoteu de Tobolsk, metropolita (1727); Macari de Peixnoixa, arximandrita.

#### Església Episcopal dels Estats Units
- Gilbert Keith Chesterton, apologista i escriptor (1936).

#### Església Evangèlica d'Alemanya
- Antoine Court, predicador (1760)